# 2090
Năm 2090. Trong lịch Gregory, nó sẽ là năm thứ 2090 của Công nguyên hay của Anno Domini; năm thứ 90 của thiên niên kỷ thứ 3 và của thế kỷ 21; và năm đầu tiên của thập niên 2090.